# نوفمبر 2006
نوفمبر 2006 هو الشهر الحادي عشر من عام 2006. بدأ الشهر يوم الأربعاء، وانتهى يوم الخميس بعد 30 يومًا.

## بوابة:أحداث جارية
| \| 1 نوفمبر 2006 (الأربعاء) \| عدل \| تاريخ \| راقب \| تصفح \| |     |       |      |      |
| - وفاة 31 معتمرا مصريا عائدا من العمرة في ميناء العقبة الأردني والحكومة المصرية تتخذ إجراءات لنقل الجثث بعد وفاة ثلاثة آخرين أمس الثلاثاء بسبب طول انتظارهم على الحدود البحرية بين الأردن ومصر. (الجزيرة) - اجتمع وفد أميركي مؤلف من مستشار الأمن القومي ستيفن هادلي والسفير الأميركي في العراق زلماي خليل زاد برئيس إقليم كردستان العراق مسعود البرزاني في أربيل لبحث الوضع الأمني بالعراق والعلاقة بين الحكومة المركزية وإقليم كردستان، حيث طلب الوفد الأميركي تثبيت الاستقرار في العراق. (الجزيرة) - قدم رئيس وزراء تايلند الجديد سورايود شولانوت للمسلمين في جنوب البلاد اعتذار الدولة لتصرفات حكومة تاكسين شيناواترا التي خلعها العسكريون عن الحكم في انقلاب أبيض قبل نحو شهرين. (الجزيرة) - الجيش الباكستاني يحاصر منطقة باجور القبلية المحاذية للحدود مع أفغانستان، ويمنع دخول الأفراد لها وخروجهم منها. حيث تظاهر أكثر من ثمانية آلاف مسلح في بلدة موماندغاره الواقعة بين باجور وإقليم مهمند القبلي المجاور، في حين تجمع نحو ثلاثة آلاف مسلح في دانكول قرب الحدود الأفغانية في اليوم الثاني من الاحتجاجات على مقتل 80 شخصا في قصف استهدف مدرسة دينية في باجور فجر الاثنين. (الجزيرة) - أكدت كوريا الشمالية اليوم قرار عودتها إلى المفاوضات السداسية بشأن برنامجها النووي شريطة مناقشة رفع العقوبات الاقتصادية. وجاء الإعلان الكوري في بيان لوزارة الخارجية نقلته وكالة الأنباء الرسمية. (الجزيرة) - توفي الرئيس السابق لجنوب أفريقيا بيتر ويليام بوتا في منزله في غرب الكاب جنوب غرب البلاد عن عمر ناهز التسعين عاما. (الجزيرة) - جرح جنديان من القوة الدولية للمساعدة الأمنية (إيساف) بتفجير انتحاري عند مرور دوريتهم قرب مدينة قندهار بجنوب أفغانستان، دون الكشف عن جنسياتهم. (الجزيرة) - رفض مجلس العموم بأغلبية ضئيلة مذكرة تدعو إلى إجراء تحقيق جديد موسع في السياسية البريطانية في العراق. حيث رفض 298 نائبا مقابل تأييد 273 اقتراح الحزبين المعارضين الوطني الأسكتلندي والقومي الويلزي بتشكيل لجنة برلمانية تضم عددا من كبار الساسة للتحقيق في الفترة التي سبقت الحرب عام 2003 وما تبعها من أحداث. (الجزيرة) - قال مسؤول طبي إن الرئيس الإسرائيلي موشيه كتساف الذي يواجه اتهامات بالاغتصاب خضع لفحوص في القلب في أحد المستشفيات. ونقلت عنه الإذاعة الإسرائيلية إنه نقل إلى المستشفى عقب شعوره بالمرض، وذلك بعد يوم من رفضه التنحي من منصبه إزاء اتهامات وجهتها له الشرطة باغتصاب موظفات لديه. (الجزيرة) - استقبل الرئيس الإيراني السابق محمد خاتمي بمظاهرات واحتجاجات من طلبة ولاجئين إيرانيين بينما كان يشارك في أول نشاط له في زيارته الحالية لبريطانيا. (الجزيرة) - انطلقت منافسات الموسم الجديد لدوري كرة السلة الأميركي للمحترفين بهزيمة ثقيلة لميامي هيت حامل اللقب أمام شيكاغو بولز 66-108، بينما فاز لوس أنجلوس ليكرز على فينكس صنز 114-106. (الجزيرة) |     |       |      |      |
| 1 نوفمبر 2006 (الأربعاء) | عدل | تاريخ | راقب | تصفح |

| 1 نوفمبر 2006 (الأربعاء) | عدل | تاريخ | راقب | تصفح |

| \| 2 نوفمبر 2006 (الخميس) \| عدل \| تاريخ \| راقب \| تصفح \| |     |       |      |      |
| - قالت الصين إن السودان يجب أن يوافق قبل نشر قوات للأمم المتحدة في إقليم دارفور المضطرب وحثت المنظمة الدولية على لعب دور إيجابي لحل الأزمة المندلعة في الإقليم الواقع غربي السودان. (الجزيرة) - 13 شهيدا فلسطينيا ومحمود عباس يدعو لتدخل أميركي لوقف العدوان الإسرائيلي على قطاع غزة. (الجزيرة) - وجه المدعي العام الأردني اتهاما رسميا لرئيس الديوان الملكي السابق عدنان أبو عودة بالتطاول على المقام السامي للملك وإثارة الفتنة والنعرات الطائفية أثناء مقابلة مع الجزيرة. (الجزيرة) - استهلت إيران مناوراتها البحرية الواسعة النطاق في الخليج وبحر عمان بإطلاق صواريخ بالستية قادرة على حمل رؤوس حربية انشطارية. حيث ذكر التلفزيون الحكومي أن الصواريخ من نوع شهاب 2 ويبلغ مداها 2000 كلم أطلقت في الصحراء الواقعة في ضواحي مدينة قم جنوب طهران. (الجزيرة) - أعلن الجيش الأميركي في بيان له أنه قتل قياديا كبيرا في تنظيم القاعدة هو رافع عبد السلام حمود العيثاوي الملقب بأبو طه والمعروف بأمير "الشامية" وذلك بواسطة صاروخ موجه بأشعة الليزر في الرمادي كبرى مدن محافظة الأنبار غرب العراق. (الجزيرة) - نفت وزارة الخارجية السورية في بيان رسمي اتهامات واشنطن بمحاولة زعزعة الاستقرار في لبنان. كما وصفت صحيفة البعث الحكومية السورية الاتهامات الأميركية بأنها محاولة لتشويه صورة دمشق وإثارة الاضطرابات في لبنان. (الجزيرة) |     |       |      |      |
| 2 نوفمبر 2006 (الخميس) | عدل | تاريخ | راقب | تصفح |

| 2 نوفمبر 2006 (الخميس) | عدل | تاريخ | راقب | تصفح |

| \| 6 نوفمبر 2006 (الإثنين) \| عدل \| تاريخ \| راقب \| تصفح \| |     |       |      |      |
| - تصدر العراق الذي تفشت فيه أعمال العنف بعد الغزو الأميركي له عام 2003 وهاييتي وميانمار وغينيا قائمة الدول الأكثر فسادا في العالم حسب معطيات مسح جديد أجرته منظمة الشفافية الدولية. (الجزيرة) - أعلنت الهيئة الوطنية لاجتثاث البعث بالعراق أنها أعدت مسودة جديدة تعيد النظر في قانونها تماشيا مع مشروع المصالحة التي أطلقه رئيس الوزراء نوري المالكي, ما قد يعني استعادة عشرات الآلاف من المفصولين لوظائفهم. (الجزيرة) - اجتمع الرئيس الفلسطيني محمود عباس بغزة لساعتين برئيس الوزراء إسماعيل هنية لأول مرة منذ سبعة أسابيع, وبعد يوم فقط من اتفاق حماس وحركة فتح على تشكيل حكومة وحدة وطنية تعتمد وثيقة الأسرى برنامجا. (الجزيرة) - دعا رئيس الوزراء الإسرائيلي إيهود أولمرت نظيره اللبناني فؤاد السنيورة إلى "لقاء مباشر" ودون وسيط "لمناقشة السلام بين لبنان وإسرائيل".قائلا إن "مسؤولين كبيرين" يسعيان لعقد هذا اللقاء. ورفضت بيروت هذه الدعوة. (الجزيرة) - وجه مشاركون في اعتصام تضامني ببريطانيا مع الشعب الفلسطيني في الأراضي المحتلة عريضة إلى رئيس الوزراء البريطاني توني بلير للمطالبة بوقف العمليات العسكرية الإسرائيلية في قطاع غزة والضفة الغربية. (الجزيرة) - أعلنت السلطات الأردنية أنها تبحث إرسال وحدات جيش التحرير الفلسطيني المتمركزة على أراضيها إلى أراضي السلطة للمساعدة في تعزيز الأمن. (الجزيرة) - أفرجت السلطات التونسية عن 29 سجينا إسلاميا بينهم قياديون بارزون في حركة النهضة الإسلامية المحظورة التي يتزعمها راشد الغنوشي بمناسبة الاحتفال بالذكرى الـ19 لوصول الرئيس زين العابدين بن علي للحكم عام 1987. (الجزيرة) - أعلنت إريتريا إعادة فتح الحدود بينها وبين السودان وتلقيها ردا إيجابيا على عرض الوساطة بين الخرطوم والفصائل المتمردة في دارفور التي لم توقع اتفاق أبوجا للسلام. (الجزيرة) - قالت مصادر في اتحاد المحاكم الإسلامية في الصومال إن قتالا اندلع اليوم بين قوات الاتحاد وأخرى من إقليم بونت لاند الشمالي الذي يتمتع بحكم شبه ذاتي. وأوضحت المصادر أن قوات من بونت لاند هاجمت قوات المحاكم في بلدة جالينسور قرب حدود الإقليم، ولم ترد أنباء عن وقوع ضحايا. (الجزيرة) - دعت جمعية الوفاق الوطني الإسلامي (التيار الرئيسي للشيعة) بالبحرين إلى منع تصويت العسكريين في الانتخابات النيابية والبلدية التي تجري في الـ25 من هذا الشهر, وقررت أربع جمعيات مقاطعتها. (الجزيرة) - قال وزير الإعلام السوري محسن بلال إن بلاده قد تلجأ إلى المقاومة المسلحة إذا ما فشلت مفاوضات السلام في قبول إسرائيل بإعادة مرتفعات الجولان المحتلة إلى سوريا.وقال إن المفاوضات الدولية يجب أن تؤدي إلى إعادة الأراضي المحتلة في الجولان التي سلبتها إسرائيل من سوريا خلال حرب الأيام الستة في حزيران 1967 وضمتها في 1981. (الجزيرة) - أغلقت السلطات العراقية قناتي "الزوراء" و"صلاح الدين" الفضائيتين بتهمة "التحريض على العنف والقتل"، عقب تغطيتهما لجلسة الحكم بالإعدام على الرئيس السابق صدام حسين. (الجزيرة) - فاز الزعيم الماركسي السابق دانييل أورتيغا في الانتخابات الرئاسية التي جرت في نيكاراغوا، بحسب فرز سريع للأصوات نشرته مجموعة مستقلة من المراقبين. (الجزيرة) - افتتح في العاصمة الكينية المؤتمر الدولي الـ12 حول المناخ الذي ترعاه الأمم المتحدة في إطار تعزيز الجهود لمكافحة ارتفاع درجة حرارة الأرض. (الجزيرة) - نفت أستراليا على لسان وزير العدل فيها كريس إيليسون اتهامات جيش فيجى أن تكون خرقت سيادة فيجي وبإرسال عدد من أفراد الشرطة بهدف تهديد أمن البلاد. (الجزيرة) - أعلن في كابل أن قوات أميركية وأفغانية اعتقلت اليوم ستة مسلحين بينهم أحد عناصر تنظيم القاعدة خلال عملية تمت في وقت مبكر من الصباح قرب مدينة خوست على الحدود جنوبي شرقي أفغانستان. وذكر أن المعتقل الذي يزعم أن له صلات مع قيادة تنظيم القاعدة نُقل إلى مركز الاعتقال مع خمسة آخرين عثر عليهم في نفس المكان بينهم مواطنون باكستانيون وسعوديون. (رويترز) - أعلن وفاة رئيس الوزراء التركي السابق بولنت أجاويد عن عمر ناهز 81 عاما في مستشفى عسكري بالعاصمة أنقرة. ودخل أجاويد في غيبوبة منذ ستة أشهر بعد إصابته بجلطة دماغية في 18 مايو، بينما كان يشارك في تشييع جثمان قاض اغتاله من زعم في حينها أنه مسلح إسلامي. (الجزيرة) - توجه الناخبون في طاجيكستان للإدلاء بأصواتهم لاختيار رئيس البلاد وسط توقعات بفوز الرئيس المنتهية ولايته إمام علي رحمانوف بفترة رئاسية ثالثة. (الجزيرة) |     |       |      |      |
| 6 نوفمبر 2006 (الإثنين) | عدل | تاريخ | راقب | تصفح |

| 6 نوفمبر 2006 (الإثنين) | عدل | تاريخ | راقب | تصفح |

| \| 21 نوفمبر 2006 (الثلاثاء) \| عدل \| تاريخ \| راقب \| تصفح \| |     |       |      |      |
| - اغتيال وزير الصناعة اللبناني بيير أمين الجميل شمالي العاصمة اللبنانية بيروت بعيارات نارية من قبل مجهولين. - الشرطة السويدية أنه يحتمل انها عثرت على السلاح المستخدم في اغتيال رئيس الوزراء أولوف بالم عام 1986. (بي بي سي نيوز) |     |       |      |      |
| 21 نوفمبر 2006 (الثلاثاء) | عدل | تاريخ | راقب | تصفح |

| 21 نوفمبر 2006 (الثلاثاء) | عدل | تاريخ | راقب | تصفح |

| \| 22 نوفمبر 2006 (الأربعاء) \| عدل \| تاريخ \| راقب \| تصفح \| |     |       |      |      |
| - أعلن الرئيس اللبناني الأسبق أمين الجميل أنه يشتبه بقوة في وقوف سوريا وراء اغتيال نجله بيير الجميل. (الجزيرة) - قالت الأمم المتحدة إن 7200 عراقي قتلوا في الشهرين الماضيين في أثقل حصيلة منذ الاحتلال الأميركي في مارس 2003، وكان السبب الرئيس هو العنف الطائفي. (الجزيرة) - حملت ستة فصائل فلسطينية في مؤتمر صحفي عقدته بغزة حركتي حماس وفتح مسؤولية فشل حوارهما بشأن تشكيل حكومة وحدة وطنية واتهمتهما باحتكار الحوار حول هذا الموضوع. (الجزيرة) - تعديل وزاري أردني ضمن وزارة معروف البخيت يبقي على الحقائب السيادية ويتضمن إدخال تسعة وزراء جدد. [{{{2}}} (الجزيرة)] |     |       |      |      |
| 22 نوفمبر 2006 (الأربعاء) | عدل | تاريخ | راقب | تصفح |

| 22 نوفمبر 2006 (الأربعاء) | عدل | تاريخ | راقب | تصفح |